# دانيل بيتروف
دانيل بيتروف (بالبلغارية: Данаил Петров)‏ (و. 1978  م) هو راكب دراجة هوائية بلغاري، ولد في كازنلاك، شارك في طواف إسبانيا، والألعاب الأولمبية الصيفية 2012، والألعاب الأولمبية الصيفية 2008.

## سباقات أو مراحل فاز بها
| التاريخ        | السباق                    | المركز                  |
| -------------- | ------------------------- | ----------------------- |
| 30 مايو 2004   | فولتا الينتيخو 2004       | الفائز في التصنيف العام |
| 14 سبتمبر 2008 | طواف بلغاريا 2008         | المركز الثاني           |
| 31 مارس 2012   | جائزة ميغيل إندوراين 2012 | السابع في التصنيف العام |
| 29 أبريل 2012  | طواف تركيا 2012           | المركز الثاني           |
| 30 مارس 2013   | جائزة ميغيل إندوراين 2013 | السابع في التصنيف العام |
| 19 مايو 2013   | طواف النرويج 2013         | الثاني في تصنيف الجبال  |

## روابط خارجية
- دانيل بيتروف على موقع الاتحاد الدولي للدراجات (الإنجليزية)
- دانيل بيتروف على موقع أرشيف الدراجات (الإنجليزية)
- دانيل بيتروف على موقع إحصائيات الدراجات الإحترافية (الإنجليزية)
- دانيل بيتروف على موقع نسبة الدراجات (الإنجليزية)
- دانيل بيتروف على موقع أوليمبيديا (الإنجليزية)